# Ernodes kakofonix
Ernodes kakofonix är en nattsländeart som beskrevs av Malicky 1979. Ernodes kakofonix ingår i släktet Ernodes och familjen sandrörsnattsländor. Inga underarter finns listade i Catalogue of Life.